# Blackie Towery
William Carlisle Towery, detto Blackie (Caldwell, 20 giugno 1920 – Marion, 25 novembre 2012), è stato un cestista e allenatore di pallacanestro statunitense, professionista nella NBL, nella BAA, nella NBA e nella NPBL.

## Carriera

### College
Dopo essersi formato alla Shady Grove High School, scelse di frequentare la Western Kentucky University, dove giocò per tre stagioni, venendo nominato All American nel 1940 e nel 1941, quando segnò 17,1 punti a partita, allora record dell'ateneo.
Fu inoltre il primo nella storia di WKU a segnare 1.000 punti in carriera.
È stato introdotto nella WKU Athletic Hall of Fame nel 1993. La Western Kentucky University ha ritirato, in suo onore, il numero 42.

### NBL, BAA e NBA
Nel 1941 passò al professionismo, con i Fort Wayne Zollner Pistons della NBL, disputando 170 partite in sette stagioni, e vincendo due titoli.
Nel 1948 i Pistons si trasferirono nella BAA ma, dopo 22 partite, Towery venne ceduto agli Indianapolis Jets, insieme a Ralph Hamilton e Walt Kirk, in cambio di Bruce Hale e John Mahnken. Nelle 38 partite disputate con i Jets in quella stagione, segnò 11,5 punti a partita.
La stagione seguente, con la lega rinominata NBA, passò ai Baltimore Bullets, segnando 8,8 punti di media in 68 partite.
Chiuse la carriera la stagione seguente nella NPBL.

## Palmarès
- Campione NBL (1944)
- All Tournament First Team WPBT (1944)